# ناسیاه‌گرایی

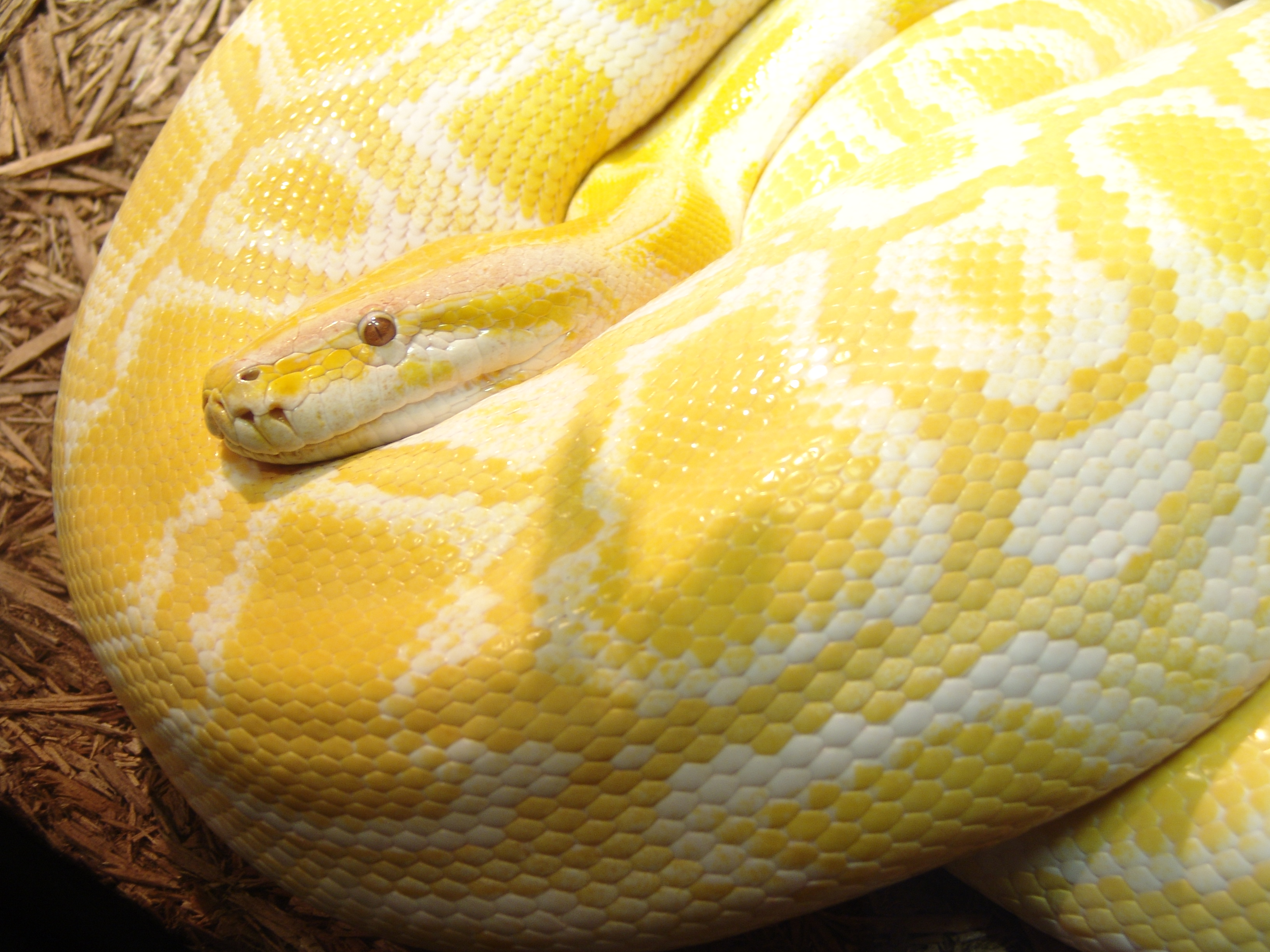
این پیتون دارای "ناسیاه‌گرایی" که اغلب "آلبینو " نامیده می‌شود، رنگ زرد خود را مدیون رنگدانه‌های کاروتنوئیدی است.

ناسیاه‌گرایی (به انگلیسی: Amelanism، Amelanosis)، یک ناهنجاری رنگدانه‌ای است که با کمبود رنگدانه‌هایی به نام ملانین آشکار می‌شود که معمولاً با از دست دادن ژنتیکی عملکرد تیروزیناز همراه است. ناسیاه‌گرایی می‌تواند ماهیان، دوزیستان، خزندگان، پرندگان و پستانداران از جمله انسان را تحت تأثیر قرار دهد. ظاهر یک جانور ناسیاه‌گرایی به رنگدانه‌های غیر ملانین باقی‌مانده بستگی دارد. نقطه مقابل ناسیاه‌گرایی، سیاه‌گرایی است که درصد بیشتری از ملانین دارد.
یک شرایط مشابه، زالی (آلبینیسم)، یک بیماری ارثی است که در جانوران با نبود رنگدانه در چشم، پوست، مو، پولک‌ها، پرها یا کوتیکول آشکار می‌شود. این باعث بروز یک جانور سفید سراسری، معمولاً با چشم‌های صورتی یا قرمز می‌شود.

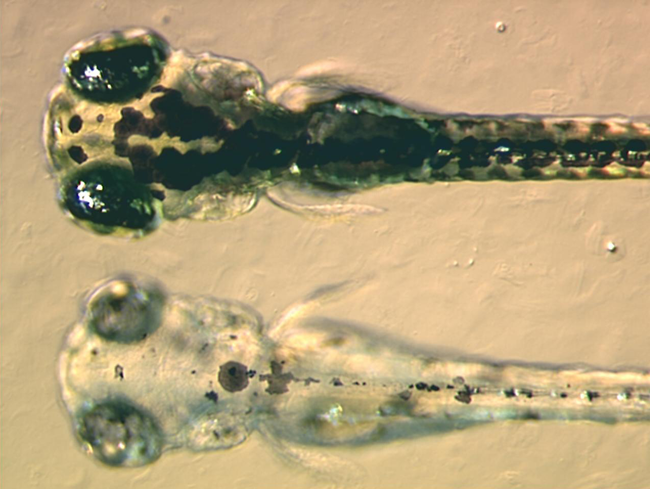
جنین گورخرماهی طبیعی در بالا، جابجایی و رسیدگی ملانوسیت‌ها را نشان می‌دهد. جنین دارای ناسیاه‌گرایی، پایین، ملانوسیت دارد اما ملانین ندارد.

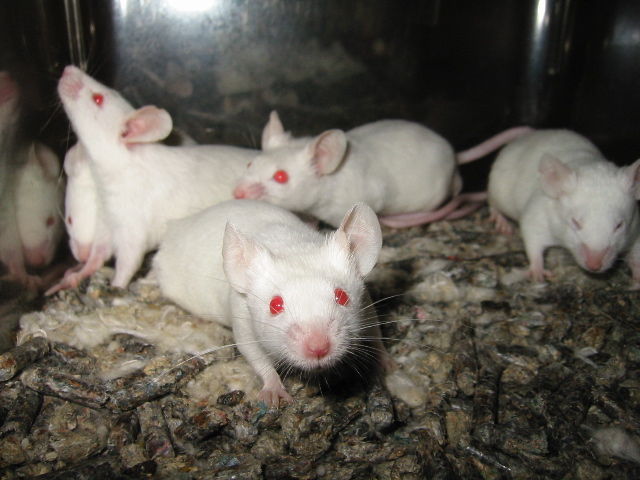
موش‌های آزمایشگاهی دارای ناسیاه‌گرایی، مانند این‌ها، هیچ رنگدانه‌ای در پوست، مو یا چشم خود ندارند. چشمانشان قرمز است.

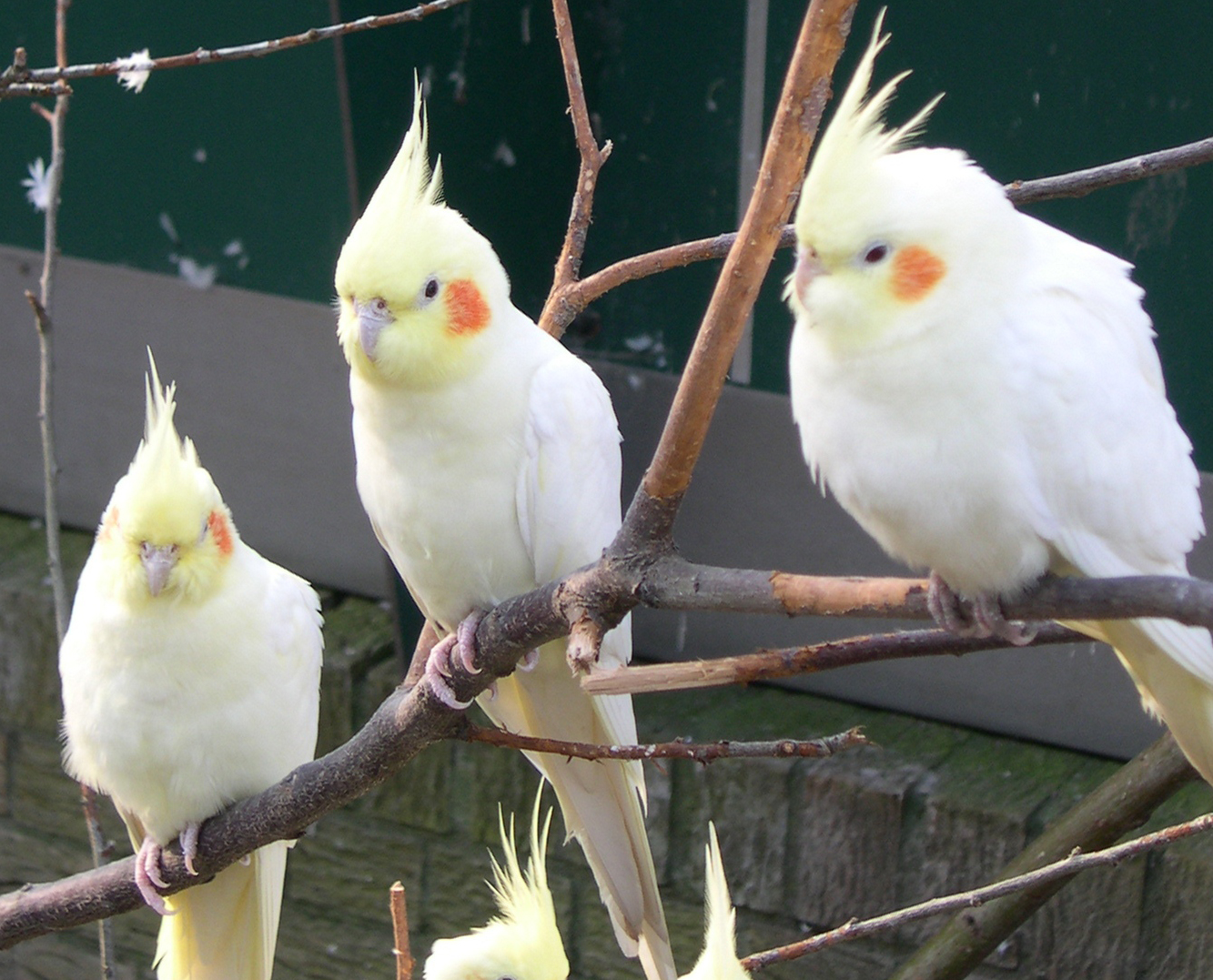
طوطی هلندی دارای ناسیاه‌گرایی از نوع ("لوتینو") رنگدانه‌های قرمز و زرد بر پایهٔ رنگدانه کاروتنوئید خود را حفظ می‌کنند.

## جستارهای بیشتر
- سیاه‌گرایی